# Upogebia jamaicensis
Upogebia jamaicensis är en kräftdjursart som beskrevs av David Everett Thistle 1973. Upogebia jamaicensis ingår i släktet Upogebia och familjen Upogebiidae. Inga underarter finns listade i Catalogue of Life.